# Recordes mundiais do atletismo - 100 metros rasos (homens)
Esta é uma lista dos recordes mundiais do atletismo da prova de 100 metros rasos para homens.
Estes recordes são obtidos nas provas mundiais, que sejam reconhecidas pela Associação Internacional de Federações de Atletismo.

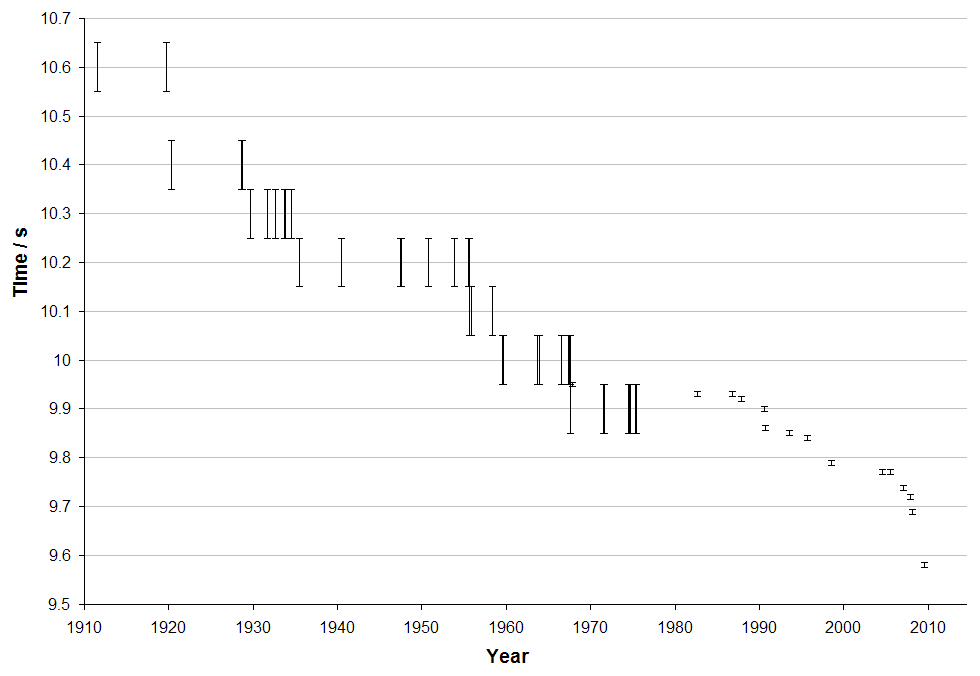
Evolução das marcas - 100 metros para homens

O primeiro recorde foi reconhecido em 1912, pela International Amateur Athletics Federation, atual Associação Internacional de Federações de Atletismo (International Association of Athletics Federations).

## Recordes 1912-1976
| Tempo | Atleta                   | Nacionalidade      | Local da competição         | Data                 |
| ----- | ------------------------ | ------------------ | --------------------------- | -------------------- |
| 10,6  | Don Lippincott           | Estados Unidos     | Estocolmo, Suécia           | 6 de julho, 1912     |
| 10,6  | Jackson Scholz           | Estados Unidos     | Estocolmo, Suécia           | 16 de setembro, 1920 |
| 10,4  | Charlie Paddock          | Estados Unidos     | Redlands, Estados Unidos    | 23 de abril, 1921    |
| 10,4  | Eddie Tolan              | Estados Unidos     | Estocolmo, Suécia           | 8 de agosto, 1929    |
| 10,4  | Eddie Tolan              | Estados Unidos     | Copenhagen, Dinamarca       | 25 de agosto, 1929   |
| 10,3  | Percy Williams           | Canadá             | Toronto, Canadá             | 9 de agosto, 1930    |
| 10,3  | Arthur Jonath            | Alemanha           | Bochum, Alemanha            | 5 de julho, 1932     |
| 10,3  | Eddie Tolan              | Estados Unidos     | Los Angeles, Estados Unidos | 1 de agosto, 1932    |
| 10,3  | Ralph Metcalfe           | Estados Unidos     | Los Angeles, Estados Unidos | 1 de agosto, 1932    |
| 10,3  | Ralph Metcalfe           | Estados Unidos     | Budapeste, Hungria          | 12 de agosto, 1933   |
| 10,3  | Eulace Peacock           | Estados Unidos     | Oslo, Noruega               | 6 de agosto, 1934    |
| 10,3  | Chris Berger             | Países Baixos      | Amesterdão, Holanda         | 26 de agosto, 1934   |
| 10,3  | Ralph Metcalfe           | Estados Unidos     | Osaka, Japão                | 15 de setembro, 1934 |
| 10,3  | Ralph Metcalfe           | Estados Unidos     | Dairen, China               | 23 de setembro, 1934 |
| 10,3  | Takanori Yoshioka        | Japão              | Tóquio, Japão               | 15 de junho, 1935    |
| 10,2  | Jesse Owens              | Estados Unidos     | Chicago, Estados Unidos     | 20 de junho, 1936    |
| 10,2  | Harold Davis             | Estados Unidos     | Compton, Estados Unidos     | 6 de junho, 1941     |
| 10,2  | Lloyd LaBeach            | Panamá             | Fresno, Estados Unidos      | 15 de maio, 1948     |
| 10,2  | Barney Ewell             | Estados Unidos     | Evanston, Estados Unidos    | 9 de julho, 1948     |
| 10,2  | Emmanuel McDonald Bailey | Reino Unido        | Belgrado, Jugoslávia        | 25 de agosto, 1951   |
| 10,2  | Heinz Fütterer           | Alemanha Ocidental | Yokohama, Japão             | 31 de outubro, 1954  |
| 10,2  | Bobby Joe Morrow         | Estados Unidos     | Houston, Estados Unidos     | 19 de maio, 1956     |
| 10,2  | Ira Murchison            | Estados Unidos     | Compton, Estados Unidos     | 1 de junho, 1956     |
| 10,2  | Bobby Joe Morrow         | Estados Unidos     | Bakersfield, Estados Unidos | 22 de junho, 1956    |
| 10,2  | Ira Murchison            | Estados Unidos     | Los Angeles, Estados Unidos | 29 de junho, 1956    |
| 10,2  | Bobby Joe Morrow         | Estados Unidos     | Los Angeles, Estados Unidos | 29 de junho, 1956    |
| 10,1  | Willie Williams          | Estados Unidos     | Berlim, Alemanha            | 3 de agosto, 1956    |
| 10,1  | Ira Murchison            | Estados Unidos     | Berlim, Alemanha            | 4 de agosto, 1956    |
| 10,1  | Leamon King              | Estados Unidos     | Ontario, Estados Unidos     | 20 de outubro, 1956  |
| 10,1  | Leamon King              | Estados Unidos     | Santa Ana, Estados Unidos   | 27 de outubro, 1956  |
| 10,1  | Ray Norton               | Estados Unidos     | San Jose, Estados Unidos    | 18 de abril, 1959    |
| 10,0  | Armin Hary               | Alemanha Ocidental | Zurique, Suíça              | 21 de junho, 1960    |
| 10,0  | Harry Jerome             | Canadá             | Saskatoon, Canadá           | 15 de julho, 1960    |
| 10,0  | Horacio Esteves          | Venezuela          | Caracas, Venezuela          | 15 de agosto, 1964   |
| 10,0  | Bob Hayes                | Estados Unidos     | Tóquio, Japão               | 15 de outubro, 1964  |
| 10,0  | Jim Hines                | Estados Unidos     | Modesto, Estados Unidos     | 27 de maio, 1967     |
| 10,0  | Enrique Figuerola        | Cuba               | Budapeste, Hungria          | 17 de junho, 1967    |
| 10,0  | Paul Nash                | África do Sul      | Krugersdorp, África do Sul  | 2 de abril, 1968     |
| 10,0  | Oliver Ford              | Estados Unidos     | Albuquerque, Estados Unidos | 31 de maio, 1968     |
| 10,0  | Charles Greene           | Estados Unidos     | Sacramento, Estados Unidos  | 20 de junho, 1968    |
| 10,0  | Roger Bambuck            | França             | Sacramento, Estados Unidos  | 20 de junho, 1968    |
| 09,9  | Jim Hines                | Estados Unidos     | Sacramento, Estados Unidos  | 20 de junho, 1968    |
| 09,9  | Ronnie Ray Smith         | Estados Unidos     | Sacramento, Estados Unidos  | 20 de junho, 1968    |
| 09,9  | Charles Greene           | Estados Unidos     | Sacramento, Estados Unidos  | 20 de junho, 1968    |
| 09,9  | Steve Williams           | Estados Unidos     | Los Angeles, Estados Unidos | 21 de junho, 1972    |
| 09,9  | Eddie Hart               | Estados Unidos     | Eugene, Estados Unidos      | 1 de julho, 1972     |
| 09,9  | Reynaud Robinson         | Estados Unidos     | Eugene, Estados Unidos      | 1 de julho, 1972     |
| 09,9  | Silvio Leonard           | Cuba               | Ostrava, Checoslováquia     | 5 de junho, 1975     |
| 09,9  | Steve Williams           | Estados Unidos     | Siena, Itália               | 16 de julho, 1975    |
| 09,9  | Steve Williams           | Estados Unidos     | Berlim, Alemanha            | 22 de agosto, 1975   |
| 09,9  | Steve Williams           | Estados Unidos     | Gainesville, Estados Unidos | 27 de março, 1976    |
| 09,9  | Harvey Glance            | Estados Unidos     | Colúmbia, Estados Unidos    | 3 de abril, 1976     |
| 09,9  | Harvey Glance            | Estados Unidos     | Baton Rouge, Estados Unidos | 1 de maio, 1976      |
| 09,9  | Don Quarrie              | Jamaica            | Modesto, Estados Unidos     | 22 de maio, 1976     |

## Recordes após 1976
Depois do ano de 1976, a Associação Internacional de Federações de Atletismo, estabeleceu para as provas de 400 metros rasos e competições de menor percurso, novos critérios para o registro de recordes. Passou a ser considerado a medição de tempo totalmente automática, com escala até centésimos de segundos.
O corredor Jim Hines medalha de ouro nos Jogos Olímpicos de Verão de 1968, no México, foi o primeiro recordista da prova, de acordo com os novos critérios.
Ben Johnson com o recorde de 9,79 s obtido nos Jogos Olímpicos de Verão de 1988 em  Seul, esta incluído na lista, embora as suas marcas não tenha sido reconhecidas, devido a doping; e como consequencia os dois tempos de Carl Lewis 9,93 e 9,92 s foram reconhecidos como recordes mundiais em 1 de janeiro de 1990, pela International Amateur Athletics Federation.
Tim Montgomery com o tempo de 9,78 s também foi desqualificado por uso de drogas.
Justin Gatlin também desqualificado por utilização de drogas.
| Tempo | Atleta         | Nacionalidade  | Local da competição                | Data                 |
| ----- | -------------- | -------------- | ---------------------------------- | -------------------- |
| 9,95  | Jim Hines      | Estados Unidos | Cidade do México, México           | 14 de outubro, 1968  |
| 9,93  | Calvin Smith   | Estados Unidos | Colorado Springs, Estados Unidos   | 3 de julho, 1983     |
| 9,93  | Carl Lewis     | Estados Unidos | Roma, Itália                       | 30 de agosto, 1987   |
| 9,93  | Carl Lewis     | Estados Unidos | Zurique, Suíça                     | 17 de agosto, 1988   |
| 9,92  | Carl Lewis     | Estados Unidos | Seul, Coreia do Sul                | 24 de setembro, 1988 |
| 9,90  | Leroy Burrell  | Estados Unidos | Nova Iorque, Estados Unidos        | 14 de junho, 1991    |
| 9,86  | Carl Lewis     | Estados Unidos | Tóquio, Japão                      | 25 de agosto, 1991   |
| 9,85  | Leroy Burrell  | Estados Unidos | Lausana, Suíça                     | 6 de julho, 1994     |
| 9,84  | Donovan Bailey | Canadá         | Atlanta, Estados Unidos            | 27 de julho, 1996    |
| 9,83  | Ben Johnson    | Canadá         | Roma, Italia                       | 30 de agosto, 1987   |
| 9,79  | Ben Johnson    | Canadá         | Seul, Coreia do Sul                | 24 de setembro, 1988 |
| 9,79  | Maurice Greene | Estados Unidos | Atenas, Grécia                     | 16 de junho, 1999    |
| 9,79  | Usain Bolt     | Jamaica        | Pequim, República Popular da China | 23 de agosto, 2015   |
| 9,78  | Tim Montgomery | Estados Unidos | Paris, França                      | 14 de setembro, 2002 |
| 9,77  | Asafa Powell   | Jamaica        | Atenas, Grécia                     | 14 de junho, 2005    |
| 9,77  | Justin Gatlin  | Estados Unidos | Doha, Qatar                        | 12 de maio, 2006     |
| 9,77  | Asafa Powell   | Jamaica        | Gateshead, Inglaterra              | 11 de junho, 2006    |
| 9,77  | Asafa Powell   | Jamaica        | Zurique, Suíça                     | 18 de agosto, 2006   |
| 9,74  | Asafa Powell   | Jamaica        | Rieti, Itália                      | 9 de setembro, 2007  |
| 9,72  | Usain Bolt     | Jamaica        | Nova Iorque, Estados Unidos        | 31 de maio, 2008     |
| 9,69  | Usain Bolt     | Jamaica        | Pequim, República Popular da China | 16 de agosto, 2008   |
| 9,58  | Usain Bolt     | Jamaica        | Berlim, Alemanha                   | 16 de agosto, 2009   |